# Grigor Dimitrow
Grigor Dimitrow, bułg. Григор Димитров (ur. 16 maja 1991 w Chaskowie) – bułgarski tenisista, występujący na światowych kortach od 2008 roku, klasyfikowany w rankingu ATP na 3. miejscu w grze pojedynczej (2017) i na 66. miejscu w grze podwójnej (2013); półfinalista wielkoszlemowych US Open 2014, Australian Open 2017 i US Open 2019 w grze pojedynczej; zwycięzca ATP Finals 2017; reprezentant Bułgarii w Pucharze Davisa, Pucharze Hopmana i na letnich igrzyskach olimpijskich (Londyn 2012, Rio de Janeiro 2016); zdobywca Pucharu Lavera 2018 wraz z Drużyną Europejską. Tenisista praworęczny z jednoręcznym backhandem.
Jest najbardziej utytułowanym tenisistą w historii Bułgarii – pierwszym, który był sklasyfikowany w czołowej dziesiątce rankingu ATP; pierwszym, który zwyciężył turniej rangi ATP w grze pojedynczej (w Sztokholmie w 2013), a także pierwszym, który awansował do trzeciej rundy (i dalej) w turnieju wielkoszlemowym.
Wygrał dziewięć turniejów ATP Tour w grze pojedynczej, w tym ATP Finals 2017 i zawody rangi ATP Tour Masters 1000 w Cincinnati.
W 2014 i 2017 nagrodzony tytułem Bułgarskiego Sportowca Roku.
Jego trenerem jest Daniel Vallverdú.
Mieszka w Monte Carlo w Monako.

## Kariera tenisowa
Grigor Dimitrow rozpoczął treningi tenisowe w wieku pięciu lat. Wychował się w rodzinie sportowej – jego ojciec Dimityr Dimitrow był siatkarzem i trenerem tenisa, a matka nauczycielką wychowania fizycznego i siatkarką. Początkowo trenerem Dimitrowa był ojciec. W 2007 roku Dimitrow dołączył do akademii tenisowej Sanchez-Casal, gdzie doskonalił swoje umiejętności pod okiem Emilio Sancheza i Pato Álvareza. Kolejne cztery sezony spędził, trenując w akademii Patricka Mouratoglou w Paryżu.
W 2004 roku Dimitrow rozpoczął występy w juniorskich turniejach Międzynarodowej Federacji Tenisowej. Pierwsze zwycięstwo w grze pojedynczej odniósł w rodzinnym Chaskowie w kwietniu 2006. W sierpniu 2007 awansował do finału wielkoszlemowego US Open w grze podwójnej chłopców w duecie z Vaskiem Pospisil. Latem 2008 zdobył dwa mistrzostwa wielkoszlemowe w grze pojedynczej: Wimbledon, po zwycięstwie nad Henrim Kontinenem i US Open po finale z Devinem Brittonem. 8 września 2008 został sklasyfikowany na pierwszym miejscu w rankingu juniorów ITF.
Status profesjonalnego tenisisty otrzymał w 2008.

### Gra pojedyncza
W maju 2007 zadebiutował w profesjonalnych turniejach kategorii futures. W swoim pierwszym meczu w Bułgarii przegrał z Catalinem-Ionut Gard 6:2, 3:6, 1:6. Pierwszy wygrany mecz w zawodach tej rangi odnotował w listopadzie w Hiszpanii, pokonując 7:6(4), 6:3 Davida Marrero.
W maju 2008 wygrał pierwszy zawodowy tytuł w futuresie w Hiszpanii, po finale z Pablo Santosem, zakończonym wynikiem 6:3, 6:4.
W czerwcu 2008 po raz pierwszy wystąpił w turnieju rangi ATP Tour. W pierwszej rundzie w ’s-Hertogenbosch przegrał 1:6, 3:6 z Igorem Andriejewem. Do końca roku triumfował w dwóch kolejnych imprezach futures i zakończył sezon wśród pięciuset najlepszych tenisistów świata.

#### 2009–2010
10 lutego 2009 wygrał swój pierwszy mecz w cyklu rozgrywek ATP Tour. Grając z dziką kartą, pokonał w pierwszej rundzie turnieju w Rotterdamie Tomáša Berdycha 4:6, 6:3, 6:4. W drugim spotkaniu uległ Rafaelowi Nadalowi 7:5, 3:6, 2:6. Tydzień później w Marsylii przegrał mecz otwarcia z Gilles’em Simonem.
W marcu zadebiutował w turnieju o Puchar Davisa i zdobył dwa punkty dla reprezentacji Bułgarii. W czerwcu po raz pierwszy wystąpił w turnieju głównym gry pojedynczej mężczyzn wielkoszlemowego Wimbledonu, gdzie poddał mecz pierwszej rundy z Igorem Kunicynem z powodu kontuzji kolana.
W lipcu i sierpniu 2010 wygrał turnieje futures w Trewirze po finale z Davidem Goffin, w Dortmundzie po decydującym meczu z Janem-Lennardem Struff i w Irun.
28 sierpnia zdobył swój pierwszy tytuł w turnieju challengerowym, triumfując w Genewie. W finale ograł Pablo Andújara 6:2, 4:6, 6:4 i awansował na najlepsze w karierze, 184. miejsce w rankingu ATP.
W tym samym roku zagrał jeszcze w finale challengera w Orleanie.

#### 2011

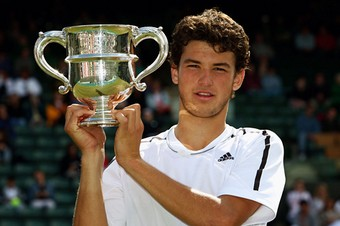
Grigor Dimitrow (Wimbledon, 2008)

W styczniu 2011 z sukcesem przeszedł eliminacje i zadebiutował w drabince głównej wielkoszlemowego Australian Open. Swoje pierwsze zwycięstwo w zawodach tej rangi odniósł nad Andriejem Gołubiewem, ogrywając go wynikiem 6:1, 6:4, 6:2. W drugiej rundzie przegrał ze Stanislasem Wawrinką. Występ w Melbourne pozwolił bułgarskiemu zawodnikowi po raz pierwszy w karierze awansować do grona stu najlepszych tenisistów rankingu ATP. Był w tym zestawieniu trzecim najmłodszym tenisistą, po Bernardzie Tomicu i Ryanie Harrisonie.
W marcu zwyciężył challenger ATP w Cherbourgu, pokonując w finale Nicolasa Mahut 6:2, 7:6(4).
W kwietniu awansował do swojego pierwszego ćwierćfinału turnieju ATP. Dokonał tego w Monachium, eliminując z rywalizacji Andreasa Becka i Markosa Pagdatisa; w walce o półfinał uległ Florianowi Mayerowi.
W czerwcu osiągnął drugi karierowy ćwierćfinał, tym razem na trawiastych kortach w Eastbourne. Pokonał Daniela Evansa i Kevina Andersona, a w jednej czwartej finału musiał uznać wyższość Janko Tipsarevicia.
Do kolejnego ćwierćfinału przedostał się we wrześniu w Bangkoku; po zwycięstwach nad Ivanem Dodigiem i Simone Bolellim przegrał z Andym Murrayem. W jednej czwartej finału w Sztokholmie w październiku został pokonany przez Milosa Raonica.
Dimitrow zakończył sezon na 76. miejscu w rankingu singlowym ATP i został pierwszym Bułgarem w dziejach, który dotarł do ćwierćfinału rozgrywek ATP.

#### 2012
Seria słabszych występów w pierwszych miesiącach 2012 roku doprowadziła do wypadnięcia Bułgara z pierwszej setki klasyfikacji ATP. Powrócił do niej w kwietniu po awansie do czwartej rundy turnieju w Miami, gdzie przegrał z Janko Tipsareviciem. Był to również jego najlepszy dotychczasowy wynik w zawodach rangi Masters.
W czerwcu awansował do swojego pierwszego w karierze półfinału turniejowego. Dokonał tego na trawiastych kortach londyńskiego Queen’s Club, pokonany w walce o finał przez Davida Nalbandiana 4:6, 4:6. Był to pierwszy w historii udział jakiegokolwiek tenisisty z Bułgarii w półfinale zmagań rangi ATP i pozwolił Dimitrowowi przesunąć się na 69. miejsce w rankingu ATP.
W lipcu odnotował drugi zawodowy półfinał w czasie zmagań w Båstad. Przegrał ten pojedynek z Davidem Ferrerem 3:6, 5:7. W Szwecji po raz pierwszy zwrócił uwagę mediom, że jest zmęczony używaniem wobec niego określenia Baby Fed, ponieważ jego dotychczasowych osiągnięć nie można porównywać z dokonaniami Federera.
Tydzień później po raz trzeci znalazł się jednej drugiej finału, tym razem w Gstaad. Został wyeliminowany przez Thomasa Bellucci.
Zadebiutował w letnich igrzyskach olimpijskich w Londynie, gdzie w pierwszym meczu triumfował nad Łukaszem Kubotem, a w drugim uległ Gilles’owi Simonowi.
W październiku odnotował ćwierćfinał w Bazylei, w którym po dwóch tie-breakach pokonał go Paul-Henri Mathieu.
W 2012 Dimitrow został pierwszym Bułgarem sklasyfikowanym w gronie pięćdziesięciu najlepszych tenisistów świata, a także pierwszym, który doszedł do półfinału turnieju ATP (dokonał tego trzykrotnie). Wygrał 24 profesjonalne mecze – najwięcej w dotychczasowej karierze.

#### 2013
W styczniu 2013 w Brisbane przedostał się do swojego pierwszego w karierze finału ATP, gdzie przegrał z broniącym tytułu Andym Murrayem 6:7(0), 4:6. Awansował na 39., najwyższe w karierze, miejsce w rankingu. Został pierwszym Bułgarem w historii, który wystąpił w finale turnieju ATP Tour.
W lutym zagrał w półfinale w Rotterdamie, pokonany przez del Potro 4:6, 4:6.
W kwietniu awansował w Monte Carlo do swojego pierwszego ćwierćfinału zawodów rangi Masters. W tym spotkaniu wygrał seta z faworytem i wielokrotnym mistrzem tej imprezy, Rafaelem Nadalem. Mecz zakończył się wynikiem 6:2, 2:6, 6:4 na korzyść Hiszpana.
W drugiej rundzie imprezy Masters w Madrycie sensacyjnie pokonał lidera rankingu Novaka Đokovicia 7:6(6), 6:7(8), 6:3. Było to największe zwycięstwo Dimitrowa w dotychczasowej karierze.
1 października poinformował o zakończeniu współpracy ze szkoleniowcem ze szwedzkiej akademii tenisowej Magnusa Normana, a 7 października podał nazwisko swojego nowego trenera, którym został Roger Rasheed.
20 października 2013 w Sztokholmie zdobył swój pierwszy tytuł w turnieju rangi ATP. W finale zwyciężył trzeciego tenisistę świata, Davida Ferrera, 2:6, 6:3, 6:4. Został pierwszym zawodnikiem w historii Bułgarii z turniejowym mistrzostwem.
Na zakończenie sezonu wystąpił w ćwierćfinale w Bazylei i trzeciej rundzie imprezy Masters w Paryżu. Po raz pierwszy w karierze zarobił na kortach ponad milion dolarów w czasie jednego roku.

#### 2014

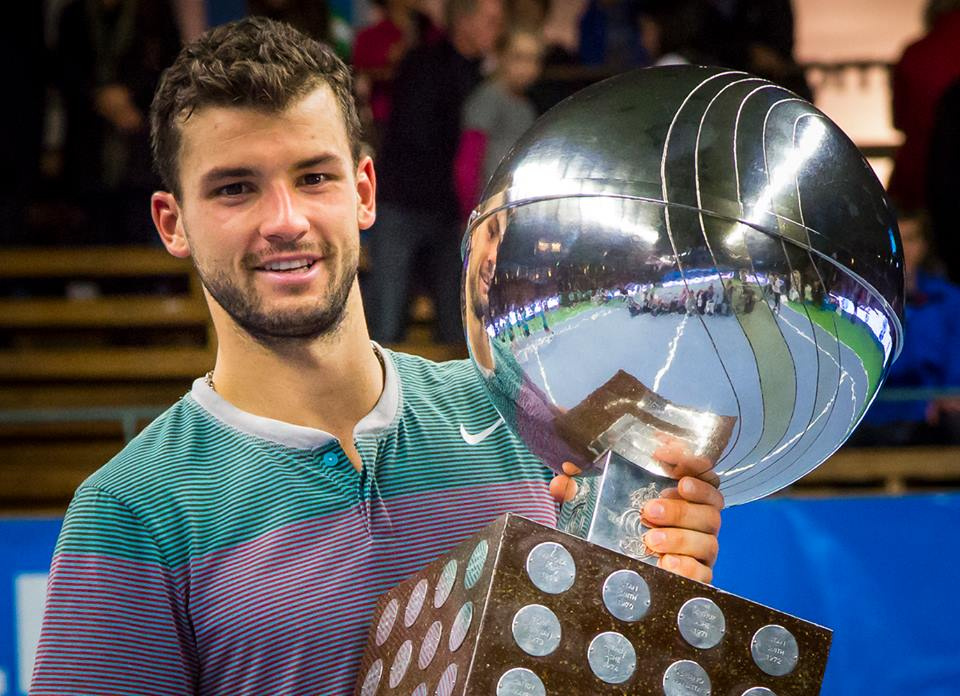
Grigor Dimitrow (Bukareszt, 2014)

W styczniu osiągnął po raz pierwszy w karierze ćwierćfinał turnieju wielkoszlemowego. Dokonał tego w Australian Open, eliminując po drodze między innymi jedenastego na świecie Milosa Raonica 6:3, 3:6, 6:4, 7:6(10). Piąty mecz w Melbourne przegrał z Rafaelem Nadalem 6:3, 6:7(3), 6:7(7), 2:6. Przesunął się na 19. miejsce w rankingu ATP.
2 marca 2014 wygrał swój drugi profesjonalny tytuł, tym razem w Acapulco. W jednej drugiej finału ograł siódmego zawodnika globu, Andy’ego Murraya, a w finale triumfował nad Kevinem Andersonem.
W kwietniu został mistrzem zawodów w Bukareszcie. W drodze do trzeciego zwycięstwa w karierze nie stracił ani jednego seta, a w finale pokonał Lukasa Rosola 7:6(2), 6:1.
W maju po raz pierwszy przedostał się do półfinału turnieju rangi Masters. Dokonał tego na ziemnych kortach w Rzymie, a w trzeciej rundzie wyeliminował Tomasa Berdycha (7 ATP). W ostatnim spotkaniu musiał uznać wyższość Nadala, który triumfował wynikiem 6:2, 6:2.
15 czerwca został mistrzem imprezy w Queen’s Club i był to jego pierwszy tytuł zdobyty na kortach trawiastych. W meczu o puchar ograł Feliciano Lopeza 6:7(8), 7:6(1), 7:6(6). W półfinale zwyciężył trzeciego tenisistę globu, Stana Wawrinkę 6:2, 6:4.
W ćwierćfinale Wimbledonu sensacyjnie wyeliminował broniącego tytułu Andy’ego Murraya 6:1, 7:6(4), 6:2 i po raz pierwszy w karierze dostał się do półfinału imprezy wielkoszlemowej. W szóstym pojedynku został pokonany przez Novaka Đokovicia 4:6, 6:3, 7:6(2), 7:6(7). W lipcu awansował do czołowej dziesiątki rankingu ATP, na miejsce ósme.
Wystąpił w półfinale ATP Masters w Toronto, pokonany w dwóch setach przez Tsongę. W sierpniu odnotował swój najlepszy występ w US Open, dochodząc tam do czwartej rundy. Awansował do finału w Sztokholmie i ćwierćfinału w Bazylei. Rok zakończył na 11. miejscu w światowych rankingach, zarabiając ponad 2,79 miliona dolarów. Wygrał 86 procent swoich gemów serwisowych (8. miejsce spośród wszystkich zawodników).
23 grudnia po raz pierwszy został uznany Bułgarskim Sportowcem Roku.

#### 2015

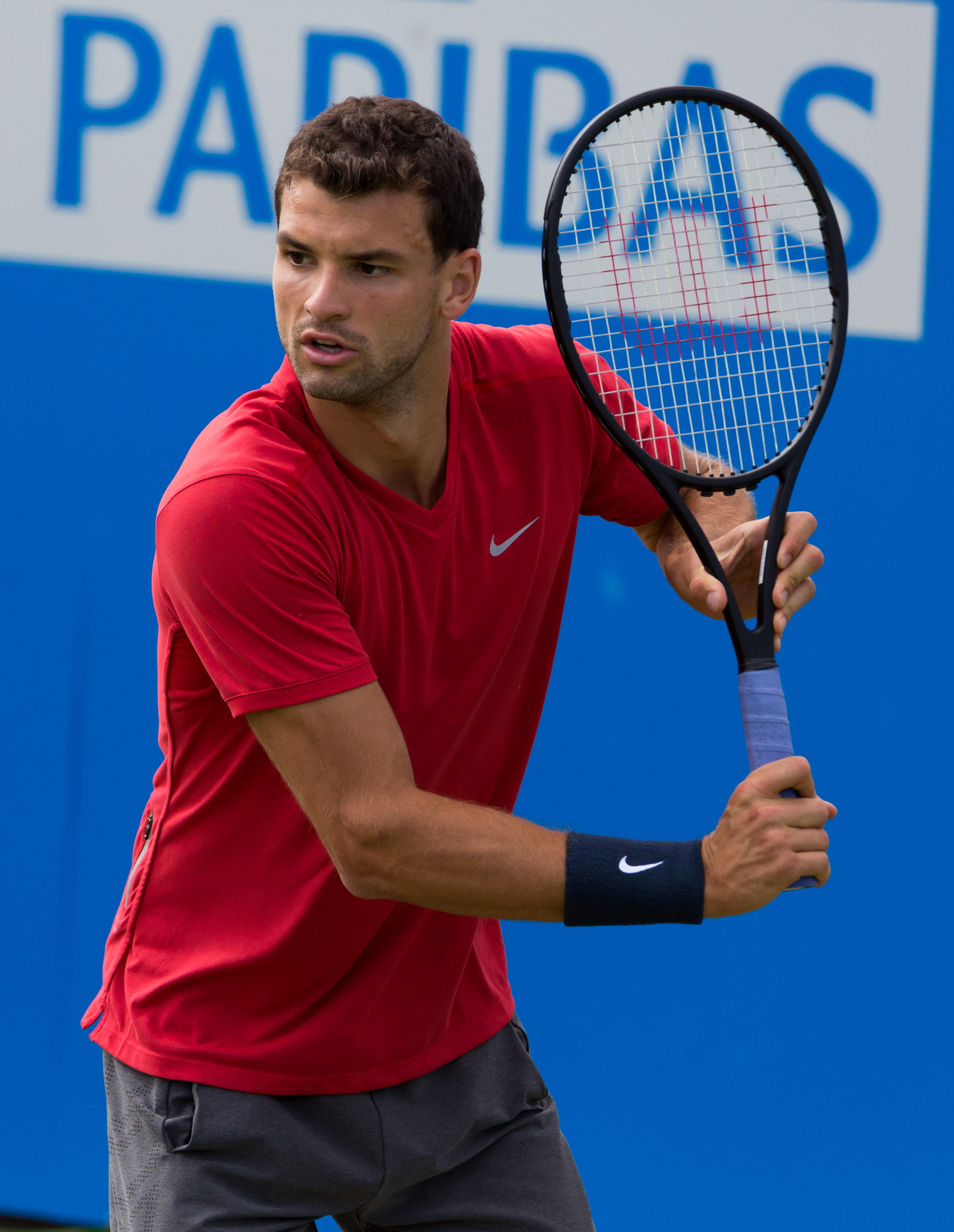
Grigor Dimitrow (Londyn, 2015)

W Australii zdołał osiągnąć półfinał w Brisbane (przegrany z Federerem) i czwartą rundę Australian Open, w której w czterech setach pokonał go Andy Murray.
W kwietniu awansował do jednej czwartej finału w Monte Carlo, gdzie musiał uznać wyższość Gaela Monfilsa, który triumfował wynikiem 6:1, 6:3. W trzeciej rundzie Dimitrow pokonał Wawrinkę, dziewiątego zawodnika światowego rankingu, 6:1, 6:2. Następnie zagrał w półfinale w Stambule; w trzeciej rundzie w Madrycie ponownie zwyciężył Wawrinkę, ale następny mecz wyraźnie przegrał z Rafaelem Nadalem.
Nie obronił punktów za półfinał Wimbledonu, odpadając tym razem na etapie trzeciej rundy po potyczce z Richardem Gasquet. Spadł z 11. na 16. miejsce w rankingu. Po turnieju zakończył współpracę ze swoim dotychczasowym trenerem, Rogerem Rasheedem.
15 sierpnia 2015 wznowił współpracę ze szwedzką akademią tenisową Good to Great, a jego szkoleniowcem był Johan Örtegren. 25 września ogłosił, że jego nowym trenerem został Franco Davin.
Latem awansował do trzeciej rundy turniejów w Waszyngtonie i Cincinnati. W drugim z tych występów został wyeliminowany przez Andy’ego Murraya w meczu, w którym miał do dyspozycji piłkę meczową.
Odpadł w drugim meczu US Open 2015 po pięciosetowej porażce z Michaiłem Kukuszkinem. Do końca sezonu dotarł jeszcze do ćwierćfinałów w Kuala Lampur i Sztokholmie.
Zakończył rok na 28. miejscu w klasyfikacji ATP.

#### 2016

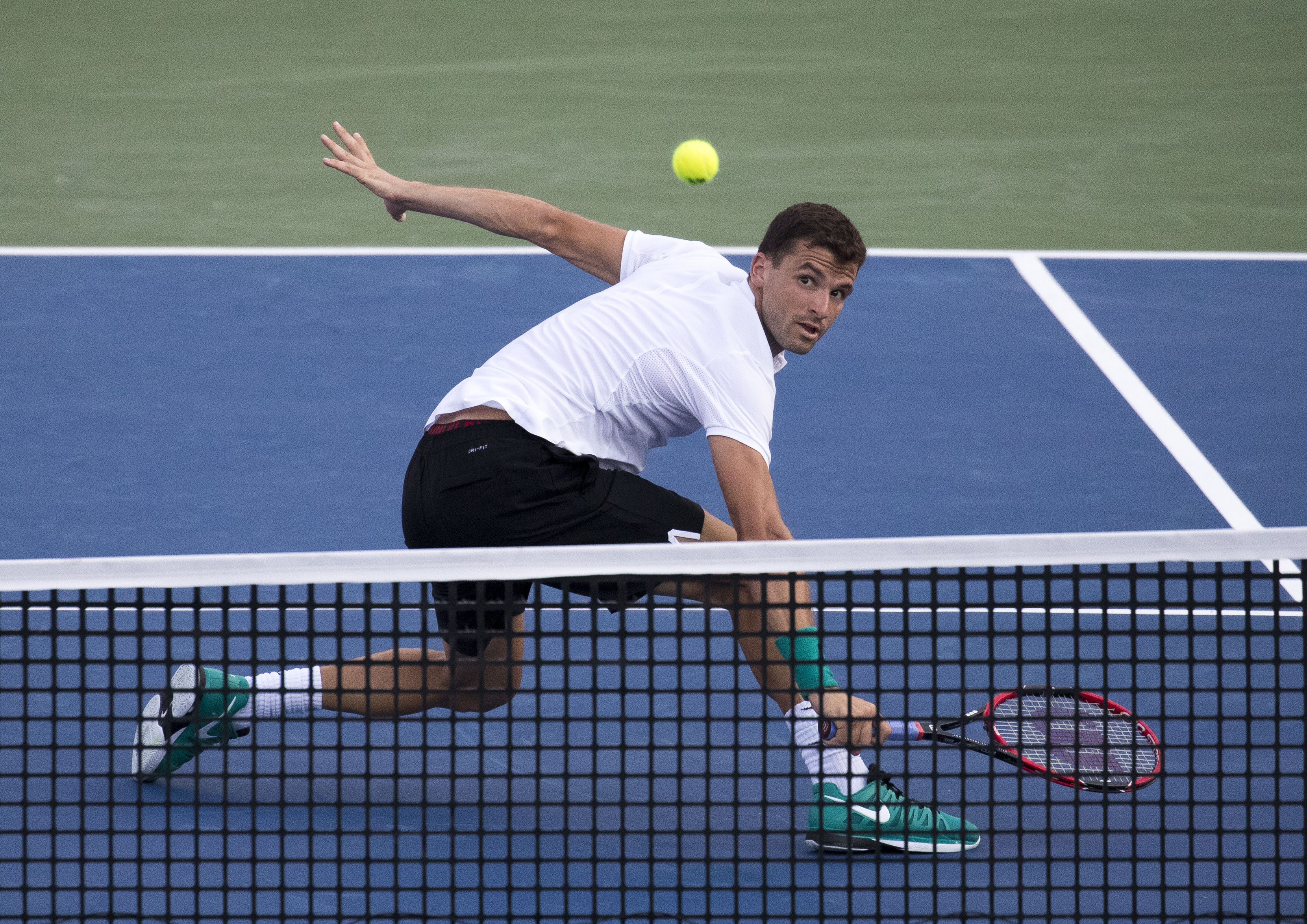
Grigor Dimitrow (Waszyngton, 2016)

W styczniu awansował do jednej czwartej finału w Brisbane, gdzie został pokonany 6:4, 6:7(4), 6:4 przez Rogera Federera. W kolejnym tygodniu w Sydney doszedł do swojego pierwszego finału od października 2014 roku. W decydującym spotkaniu przegrał z Viktorem Troickim 6:2, 1:6, 6:7(7) i nie wykorzystał jednej piłki meczowej. W trzeciej rundzie Australian Open zdołał wygrać jednego seta w konfrontacji z Federerem. Dzięki temu zwycięstwu Szwajcar odnotował swój trzysetny wygrany pojedynek w turniejach wielkoszlemowych jako pierwszy człowiek w historii.
W lutym wystąpił w półfinale w Delray Beach, ale na tym etapie przegrał z Rajeevem Ram. W trzeciej rundzie imprezy w Miami triumfował nad wiceliderem światowego rankingu, Andym Murrayem 6:7(1), 6:4, 6:3, odnotowując jedną z najważniejszych wygranych w swojej karierze.
W maju przegrał finał turnieju w Stambule z Diego Schwartzmanem, pomimo prowadzenia 7:6(5), 6:2. Zachowanie Bułgara, który agresywnie rozbił w czasie meczu trzy rakiety, wywołało kontrowersje.
Aż do turnieju wimbledońskiego nie wygrał ani jednego profesjonalnego spotkania. W Londynie odpadł w trzeciej rundzie. 5 lipca 2016 ogłosił zakończenie współpracy ze swoim trenerem, Franco Davinem.
W Toronto przedostał się do ćwierćfinału, a w meczu o półfinał przegrał z Keim Nishikorim 3:6, 6:3, 2:6.
W Cincinnati po raz czwarty w karierze awansował do jednej drugiej finału imprezy rangi Masters. W trzeciej rundzie wyeliminował Stana Wawrinkę 6:4, 6:4, a w walce o finał uległ Marinowi Čiliciowi 6:4, 3:6, 5:7.
Wyrównał swój najlepszy wynik w US Open, grając do czwartej rundy. Jego pogromcą okazał się Andy Murray wynikiem 1:6, 2:6, 2:6.
Przegrał w półfinale w Chengdu z Albertem Ramosem Vinolasem, a następnie doszedł do półfinału w Pekinie, ogrywając w ćwierćfinale Rafaela Nadala 6:2, 6:4. Walkę o mistrzostwo przegrał z Murrayem.
W 2016 zagrał jeszcze w jednej drugiej finału w Sztokholmie i w trzeciej rundzie w Paryżu. Sezon zakończył na 17. miejscy w rankingu światowym.

#### 2017

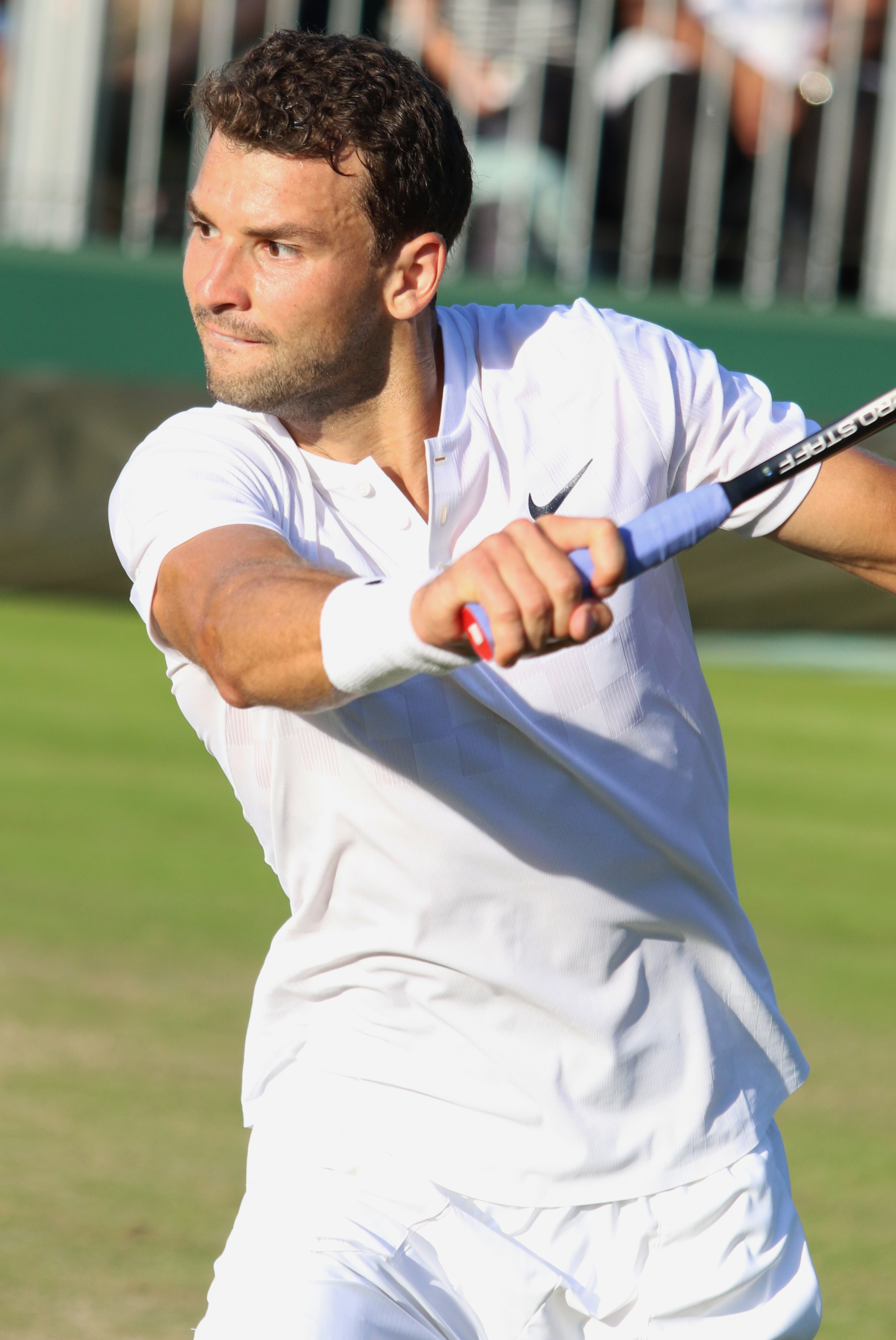
Grigor Dimitrow (Wimbledon, 2017)

Rok 2017 był najlepszym w dotychczasowej karierze bułgarskiego tenisisty.
W styczniu, po dwóch i pół roku, wygrał kolejny, piąty w karierze turniej ATP. Triumfował w Brisbane po finale z Nishikorim, tracąc wcześniej seta jedynie w konfrontacji ćwierćfinałowej z Dominicem Thiemem. Zwycięstwo pozwoliło mu awansować na piętnaste miejsce w klasyfikacji światowej.
Osiągnął swój drugi w karierze wielkoszlemowy półfinał, dochodząc do tego etapu w Melbourne. W walce o finał przegrał z Rafaelem Nadalem wynikiem 3;6, 7:5, 6:7(5), 7:6(4), 4:6. Światowe media określiły spotkanie jako thriller i epicki mecz, doceniając wysoką jakość rozgrywki.
Kolejny zawodowy tytuł Dimitrow wywalczył w stolicy swojego kraju, Sofii, w lutym. W pierwszej rundzie pokonał Jerzego Janowicza 4:6, 6:3, 7:5 i był to jego jedyny stracony set w drodze do mistrzostwa. W finale ograł Davida Goffin 7:5, 6:4.
Po serii słabszych występów na kortach ziemnych doszedł do trzeciej rundy French Open, wyeliminowany przez Pabla Carreño-Bustę 5:7, 3:6, 4:6.
W czerwcu sensacyjnie przegrał mecz otwarcia w Stuttgarcie ze 155. w rankingu ATP Janowiczem 6:7(4), 3:6.
Osiągnął półfinał zmagań w Queen’s Club (wyeliminowany przez Feliciano Lopeza) i czwartą rundę Wimbledonu (odpadł z Rogerem Federerem).
W sierpniu zdobył największy tytuł w ówczesnej zawodowej karierze, triumfując w imprezie rangi Masters w Cincinnati. Dimitrow zwyciężył bez straty seta, a w finale pokonał Nicka Kyrgiosa 6:3, 7:5. Był to pierwszy w historii finał zawodów Masters z udziałem dwóch zawodników urodzonych w latach 90. XX wieku i siódmy zawodowy tytuł dla bułgarskiego zawodnika (pierwszy w historii bułgarskiego tenisa). Sklasyfikowano go na 9. miejscu w rankingu ATP; to najwyższa do tamtej pory pozycja zajmowana przez jakiegokolwiek Bułgara w dziejach.
Sensacyjnie odpadł w drugiej rundzie US Open po konfrontacji z Andriejem Rublowem.
W październiku awansował do półfinału w Pekinie, gdzie przegrał z Nadalem. W sezonie halowym odnotował również ćwierćfinał w Szanghaju (ponownie pokonany przez Nadala) i finał w Sztokholmie (walkę o mistrzostwo przegrał z Juanem Martinem del Potro).
24 października jako pierwszy bułgarski tenisista w dziejach zakwalifikował się do kończących sezon mistrzostw ATP w Londynie. Został rozstawiony z numerem szóstym i trafił do Grupy Pete’a Samprasa razem z Nadalem (który potem wycofał się i został zastąpiony Careno Bustą), Thiemem i Goffinem. Dimitrow wygrał wszystkie spotkanie w swojej grupie bez straty seta i awansował do półfinału. Tam pokonał Jacka Sock 4:6, 6:0, 6:3. W finałowej rozgrywce triumfował nad Davidem Goffin 7:5, 4:6, 6:3 i zdobył największy tytuł w swojej karierze, jako pierwszy Bułgar i pierwszy debiutant od 1998. Awansował na najwyższe w karierze, 3. miejsce w rankingu ATP. Mistrzostwo zadedykował swojej partnerce, Nicole Scherzinger.
W całym sezonie wygrał cztery turnieje w grze pojedynczej i zarobił ponad 5,5 miliona dolarów, co uplasowało go na trzecim miejscu w rankingu najlepiej zarabiających zawodników w sezonie 2017. Jego półfinałowy mecz w Australian Open z Rafaelem Nadalem został uznany trzecim najlepszym wielkoszlemowym spotkaniem całego sezonu przez ATP. Ta sama organizacja sklasyfikowała jego pojedynek trzeciej rundy w Madrycie z Dominicem Thiemem jako drugi najlepszy mecz roku w turniejach rangi ATP World Tour.
W grudniu przyznano mu tytuł Bułgarskiego Sportowca Roku, po raz drugi.

#### 2018

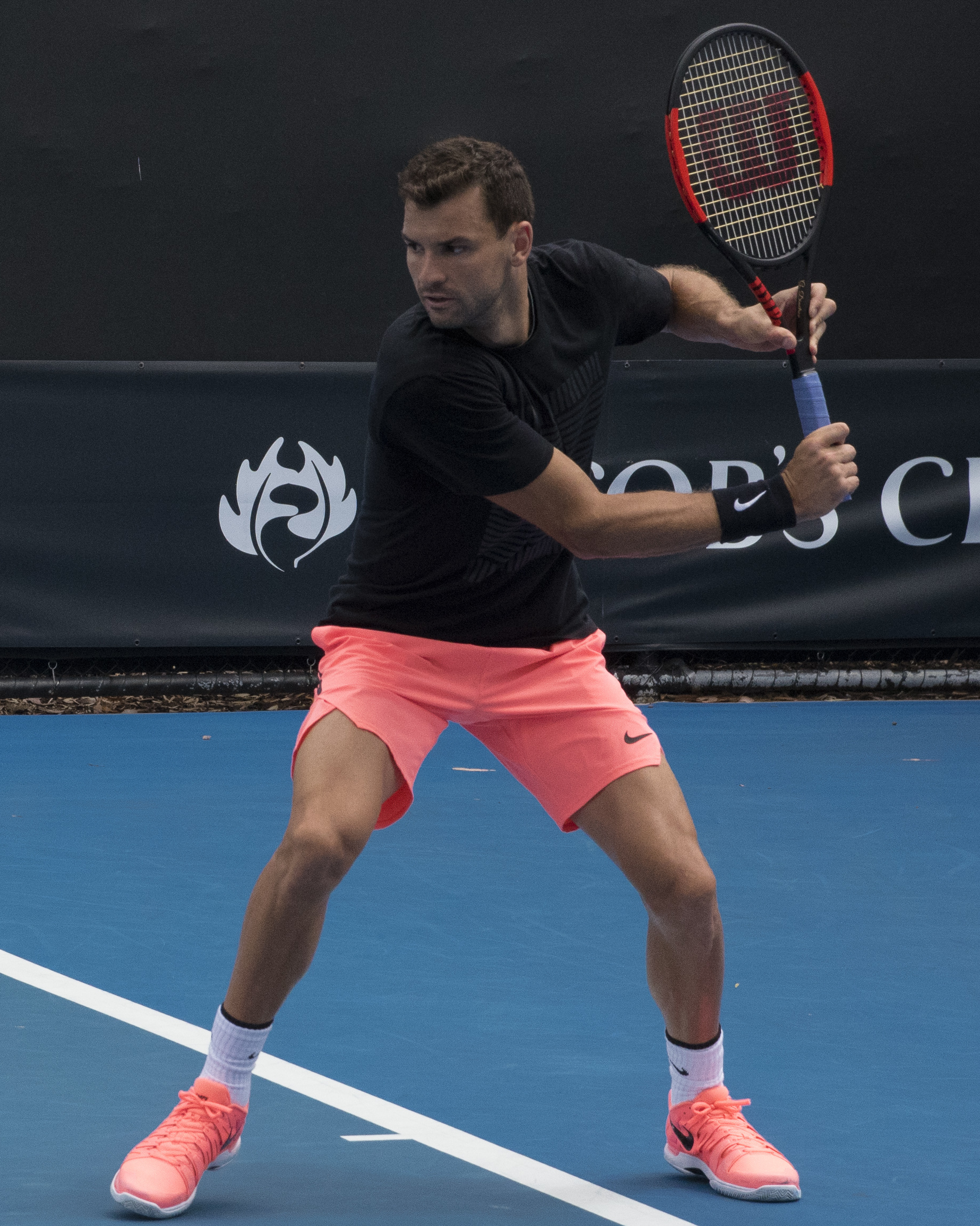
Grigor Dimitrow (2018)

W styczniu awansował do półfinału w Brisbane, w którym został pokonany przez Nicka Kyrgiosa. Występował z pierwszym numerem rozstawienia i nie obronił tytułu sprzed roku.
W Melbourne po raz czwarty w karierze osiągnął wielkoszlemowy ćwierćfinał. W czwartej rundzie odniósł rewanżowe zwycięstwo nad Kyrgiosem, ale w kolejnym pojedynku lepszy od niego okazał się Kyle Edmund. Ta porażka spowodowała, że Dimitrow spadł na piąte miejsce w rankingu ATP.
W lutym został wicemistrzem turnieju w Rotterdamie, gdzie w decydującym pojedynku przegrał z Rogerem Federerem 2:6, 2:6.
W kwietniu doszedł do półfinału zawodów Masters w Monte Carlo. Przegrał z późniejszym mistrzem i faworytem zmagań, Rafaelem Nadalem 4:6, 1:6.
Wystąpił w ćwierćfinałach w Barcelonie i Toronto. W pierwszych rundach Wimbledonu i US Open został pokonany przez Stana Wawrinkę.
We wrześniu wystąpił w Pucharze Lavera w składzie Drużyny Europejskiej. W jedynym rozegranym przez siebie pojedynku ograł Francesa Tiafoe i przyczynił się do zwycięstwa swojej drużyny.
31 października do jego sztabu szkoleniowego dołączył Andre Agassi.
Sezon zakończył na 19. miejscu w rankingu ATP.

#### 2019
23 grudnia 2018 ogłosił, że w czasie turniejów w Australii będzie współpracował z Andre Agassim.
W styczniu zagrał w ćwierćfinale w Brisbane, gdzie zatrzymany został przez Keiego Nishikori.
Awansował do czwartej rundy Australian Open po zwycięstwach nad Cuevasem, Tipsareviciem i Fabbiano. Wyeliminował go Frances Tiafoe wynikiem 5:7, 6:7(6), 7:6(1), 5:7.
Wystąpił w trzeciej rundzie turniejów w Miami, Monte Carlo i Barcelonie.
8 maja poinformował o zakończeniu współpracy ze swoim dotychczasowym trenerem, Dani Vallverdu. 13 maja ogłosił, że nawiązał współpracę z byłym czeskim tenisistą, Radkiem Štěpánkiem.
W trzecim meczu French Open został wyeliminowany przez Stana Wawrinkę po trwającym dwa dni pojedynku, zakończonym wynikiem 6:7(5), 6:7(4), 6:7(8).
2 lipca sensacyjnie przegrał w pierwszej rundzie Wimbledonu z Corentinem Moutet 6:2, 6:3, 6:7(4), 3:6, 1:6.
Po turnieju londyńskim wypadł z czołowej 50. rankingu ATP po 349 tygodniach (od listopada 2012). Dotąd tylko siedmioro tenisistów było klasyfikowanych w tym gronie przez przynajmniej 350 tygodni (Federer, Nadal, Djoković, Cilić, Isner, Raonic i Nishikori).
25 lipca w pierwszej rundzie zawodów w Atlancie przegrał 4:6, 5:7 z 405. w rankingu ATP Kevinem Kingiem.
We wrześniu awansował do swojego trzeciego półfinału wielkoszlemowego. W nowojorskim US Open pokonał po raz pierwszy w karierze, na etapie ćwierćfinału, Rogera Federera w pięciu setach. W walce o finał przegrał z Daniiłem Miedwiediewem, późniejszym wicemistrzem. Dimitrow został najniżej klasyfikowanym półfinalistą tego turnieju od 1991 i pierwszym Bułgarem, który awansował do najlepszej czwórki US Open. Przesunął się na 25. miejsce w rankingu ATP i 9 września stał się ósmym tenisistą, który w zestawieniu światowym przynajmniej przez 350 tygodni notowany był w czołowej pięćdziesiątce.
W drugiej rundzie w Chengdu został wyeliminowany przez Aleksandra Bublika wynikiem 5:7, 7:6(9), 7:6(3). Odpadł po meczach otwarcia w Pekinie i Sztokholmie; natomiast w Wiedniu po dwóch tie-breakach w spotkaniu o ćwierćfinał przegrał z Matteo Berrettinim.
W swoim ostatnim występie w 2019 awansował do jednej drugiej finału ATP Masters w Paryżu. Bułgar pokonał Ugo Humberta, Davida Goffin, Dominica Thiema i Cristiana Garin, ulegając dopiero liderowi rankingu, Djokoviciowi. Dimitrow znalazł się w trzeciej rundzie w tym turnieju po raz siódmy w ciągu siedmiu lat.
W listopadzie 2019 zakończył współpracę z Radkiem Štěpánkiem, a jego nowym trenerem został Christian Groh.
20 grudnia zajął trzecie miejsce w plebiscycie na Bułgarskiego Sportowca Roku.

#### 2020
W drugiej rundzie Australian Open został pokonany przez Tommy’ego Paula 4:6, 6:7(6), 6:3, 7:6(3), 6:7(3). W piątym secie Dimitrow prowadził 5:4 i 30-0 przy swoim podaniu, ale nie wykorzystał okazji, by zakończyć spotkanie swoim zwycięstwem.
W lutym w pierwszej rundzie w Rotterdamie zwyciężył z Denisem Shapovalovem, a następnie pokonał go Félix Auger-Aliassime. Następnie osiągnął półfinał w Acapulco, eliminując z rywalizacji Wawrinkę, a przegrywając z Nadalem.
W marcu turnieje tenisowe w ramach ATP Tour zostały odwołane z powodu pandemii COVID-19, a ranking zawodników uległ zamrożeniu do czasu wznowienia rywalizacji.

### Gra podwójna
Grigor Dimitrow okazyjnie występuje w turniejach gry podwójnej. Jego najlepszym osiągnięciem w tych rozgrywkach pozostaje finał zawodów w Eastbourne w 2011 roku, do którego awansował w parze z Andreasem Seppim. Pojedynek o tytuł przegrali z izraelskimi tenisistami, Jonatanem Erlichem i Andym Ramem 3:6, 3:6. W deblowym rankingu ATP klasyfikowany był najwyżej na 66. miejscu w sierpniu 2013 roku.
Zadebiutował w drabince głównej turnieju gry podwójnej ATP w lutym 2011 w Marsylii w parze z Dmitrijem Tursunowem. Odpadli w pierwszej rundzie.
Swój pierwszy mecz deblowy wygrał w kwietniu tego samego roku w pierwszej rundzie zmagań w Monachium. Razem z Philippem Petzschnerem pokonali Łukasza Kubota i Robina Haase 6:4, 6:1.
Po sukcesie w Eastbourne zadebiutował w wimbledońskich rozgrywkach gry podwójnej w parze z Tursunowem. Bułgar i Rosjanin dotarli do drugiej rundy, pokonani w pięciu setach przez Colina Fleminga i Rossa Hutchinsa.
W styczniu 2013 z Keim Nishikorim osiągnął półfinał turnieju w Brisbane, który poddali walkowerem. Dimitrow ostatecznie został wicemistrzem rywalizacji singlistów, podczas gdy Japończyk odpadł na etapie jednej drugiej finału.
Ustanowił swój najlepszy wynik wielkoszlemowy w grze podwójnej podczas Australian Open 2013, dochodząc do trzeciej rundy. Jego partnerem był Markos Pagdatis, a w drugiej rundzie pokonali wysoko rozstawionych Maksa Mirnego i Horię Tecău.
W marcu 2013 awansował do półfinału turnieju rangi Masters w Miami w duecie z Frederikiem Nielsenem. Zostali pokonani przez Mariusza Fyrstenberga i Marcina Matkowskiego 4:6, 2:6.
W lipcu razem z Michaelem Llodrą osiągnął półfinał zawodów w Waszyngtonie.
W maju 2014 w parze z Lukášem Rosolem awansował do kolejnego półfinału imprezy Masters, tym razem w Rzymie. Przegrali walkę o finał w dwóch setach z Robinem Haase i Feliciano Lopezem.
W styczniu 2015 z Thanasim Kokkinakisem doszedł do półfinału w Brisbane, gdzie ograli ich Kei Nishikori i Ołeksandr Dołhopołow. Powtórzył ten wynik w 2016 w duecie z Nishikorim.
W listopadzie awansował do ćwierćfinału turnieju Masters w Paryżu w parze z Aisamem-ul-Haq Qureshi. W drugiej rundzie wyeliminowali trzeciego i czwartego zawodnika światowego rankingu, Jamiego Murraya i Bruno Soaresa.
W 2018 został półfinalistą w Brisbane razem z Ryanem Harrisonem – oddali walkowerem mecz z Henrim Kontinenem i Johnem Peers. W duecie z Davidem Goffin zagrał w ćwierćfinale zawodów Masters w Monte Carlo (oddali walkowerem mecz z Olivierem Marachem i Mate Paviciem).

### Gra mieszana
We French Open 2011 wystąpił w rywalizacji w grze mieszanej. Jego partnerką była francuska tenisistka Aravane Rezaï. W pierwszej rundzie przegrali z Ivetą Benesovą i Leanderem Paes 3:6, 1:6.

### Puchar Davisa
Grigor Dimitrow zadebiutował w rozgrywkach o Puchar Davisa w 2008 roku. Bułgaria znajdowała się wówczas w III strefie Europejsko-Afrykańskiej. Dimitrow wygrał sześć meczów, przyczyniając się do zwycięstw swojej drużyny nad Czarnogórą, Wybrzeżem Kości Słoniowej, Madagaskarem, Turcją i Zimbabwe.
W 2009 wystąpił w rozgrywkach II strefy Europejsko-Afrykańskiej w konfrontacji z Węgrami. Zwyciężył dwa spotkania singlowe; poniósł natomiast porażkę w meczu gry podwójnej. Ostatecznie Bułgaria triumfowała 3-2.
Po zwycięstwie nad Monako w 2010 Bułgaria przedostała się do ćwierćfinałów II Grupy Światowej, gdzie została pokonana 0-5 przez reprezentację Słowenii. Dimitrow przegrał singlowy pojedynek z Blażem Kavciciem, a także mecz deblowy.
Po powrocie do rywalizacji w 2012 Dimitrow wygrał trzy spotkania w barażach strefy III, przyczyniając się do triumfu swojego państwa nad Albanią, Gruzją i Macedonią.
W 2013 brał udział w przegranym starciu z Finlandią – odnotował dwa zwycięstwa singlowe i porażkę w deblu.
W ćwierćfinale grupy II w 2014 zdobył 2 z 4 punktów dla swojej reprezentacji w meczu przeciwko Grecji.
Po raz ostatni wystąpił w tym turnieju w 2015 w ćwierćfinale II grupy, w którym Bułgaria zwyciężyła 5-0 Luksemburg.
W styczniu 2019 został zaproszony do bułgarskiej drużyny w ramach konfrontacji z Południową Afryką we wrześniu. Udział w turnieju jest konieczny, aby mieć możliwość występu w letnich igrzyskach olimpijskich w Tokio w 2020 roku.
Dimitrow wygrał 20 z 24 meczów rozegranych w ramach Pucharu Davisa.

### Puchar Hopmana
W 2012 w parze z Cwetaną Pironkową został zaproszony do udziału w turnieju o Puchar Hopmana. W pierwszej konfrontacji przegrali z reprezentantami Czech i późniejszymi mistrzami 1-2. Dimitrow został pokonany przez Tomáša Berdycha 4:6, 7:6(9), 3:6; Bułgarzy odnieśli natomiast zwycięstwo w mikście wynikiem 2:6, 6:3, 11-9.
W rozgrywce z Danią Grigor Dimitrow pokonał Friderika Nielsena 7:6(5), 6:2, ale Pironkowa przegrała z Caroline Wozniacki. W meczu mikstów Pironkowa i Dimitrow triumfowali 3:6, 6:4, 10-1.
W starciu ze Stanami Zjednoczonymi Pironkowa uległa Bethanie Mattek-Sands, a Grigor Dimitrow ograł Mardy’ego Fisha 6:2, 6:1. Ze względu na wieczorny samolot bułgarskiego tenisisty do Sydney mecz gry mieszanej skrócono do jednego seta do ośmiu gemów i wynikiem do pięciu wygrali go Bułgarzy.
Ostatecznie Pironkowa i Dimitrow zajęli drugie miejsce w swojej grupie. Zostali wyprzedzeni przez Czechów, którzy zwyciężyli wszystkie swoje konfrontacje.

### Puchar Lavera
W 2018 został zaproszony do udziału w drugiej edycji turnieju o Puchar Lavera. Wszedł do składu Drużyny Europejskiej, razem z Rogererem Federerem, Novakiem Đokoviciem, Alexandrem Zverevem, Kyle’em Edmundem i Davidem Goffinem. W meczu otwarcia w Chicago pokonał Francesa Tiafoe 6:1, 6:4, a jego drużyna wygrała zmagania wynikiem 13-8.

### Puchar ATP
6 stycznia 2019 potwierdził swój udział w drużynowym turnieju ATP Cup, którego pierwsza edycja odbędzie się w styczniu 2020. Reprezentacja Bułgarii uzyskała kwalifikację 14 listopada i zajęła miejsce w grupie C. 13 grudnia Dimitrow został ogłoszony kapitanem drużyny, a w jej składzie znaleźli się poza nim Dimityr Kuzmanow, Aleksandar Lazarow, Aleksander Donski i Adrian Andreew.
3 stycznia 2020 zawodnicy Bułgarii zwyciężyli 2-1 Wielką Brytanię. Dimitrow triumfował w konfrontacji singlowej nad Danem Evansem, ale kolejny punkt padł łupem Brytyjczyków po zwycięstwie Camerona Norrie nad Kuzmanowem. W grze podwójnej Bułgarzy obronili dwie piłki meczowej i o godzinie 2:46 przypieczętowali swoją pierwszą wygraną w grupie C.
5 stycznia tenisiści pod wodzą Dimitrowa okazali się lepsi w pojedynku z Mołdawią 2-1, tracąc punkt w meczu deblistów i objęli prowadzenie w swojej grupie.
7 stycznia Dimitrow przegrał mecz singlowy z Davidem Goffin 6:4, 2:6, 2:6. Bułgarzy zostali pokonani przez Belgów po meczu gry podwójnej, a taki układ spowodował, że zajęli trzecie miejsce w klasyfikacji grupy, natomiast do finału awansowali Brytyjczycy. W tej grupie trzy drużyny miały po dwie wygrane konfrontacje; o wejściu do finału decydował bilans meczów.

### Igrzyska olimpijskie
W 2012 w Londynie zadebiutował na letnich igrzyskach olimpijskich jako reprezentant Bułgarii. 26 lipca rozlosowano drabinkę i w pierwszej rundzie trafił na Łukasza Kubota. Dimitrow pokonał polskiego tenisistę 6:3, 7:6(4) w meczu rozgrywanym na kortach Wimbledonu. W drugiej rundzie przegrał z Gilles’em Simonem 3:6, 3:6.
Po raz drugi wystąpił w igrzyskach w 2016 w Rio de Janeiro. Przegrał mecz otwarcia z Marinem Čiliciem 1:6, 4:6.
Zrezygnował z udziału w igrzyskach 2020 w Tokio, rozgrywanych w 2021, z powodu pandemii COVID-19.

### World TeamTennis
27 maja 2019 potwierdził swój debiut w kolejnym sezonie rozgrywkowym World TeamTennis jako zawodnik drużyny Philadelphia Freedoms.

### Mecze pokazowe
11 marca 2015 w pokazowym meczu w Miami zwyciężył Rogera Federera 6:2, 1:6, 7:5.
22 września 2016 w Glasgow rozegrał charytatywny pokazowy mecz deblowy, w czasie którego wystąpił ubrany w kilt. Jego partnerem był Tim Henman, a przeciwnikami Andy Murray i Jamie Murray.
5 maja 2017 zwyciężył w charytatywnym turnieju Tie Break Tens w Madrycie.
W styczniu 2020 wziął udział w pokazowej imprezie Kooyong Classic w Melbourne; zagrał tam między innymi z Nickiem Kyrgiosem.
W czerwcu 2020 został jednym z uczestników Adria Tour, zorganizowanego przez Novaka Djokovicia w Belgradzie i Zadarze. 21 czerwca wycofał się z dalszych rozgrywek i poinformował, że otrzymał pozytywny wynik testu, wskazujący na to, że został zakażony wirusem SARS-CoV-2. W związku z tym finał zmagań odwołano, a wszystkie osoby, które miały kontakt z Dimitrowem, poddano testom.

### Największe rywalizacje
W dotychczasowej karierze Bułgar trzynaście razy stawał na korcie naprzeciwko Rafaela Nadala, po raz pierwszy w 2009 w Rotterdamie. Na swoim koncie ma jedno zwycięstwo nad Hiszpanem, odniesione w 2016 w ćwierćfinale w Pekinie wynikiem 6:2, 6:4.
W latach 2011–2016 rozegrał jedenaście meczów z Andym Murrayem, kończąc zwycięsko trzy z nich: w półfinale w Acapulco w 2014, w ćwierćfinale Wimbledonu w 2014 i w trzeciej rundzie w Miami w 2016.
Grigor Dimitrow jedenastokrotnie spotykał się w turniejowych meczach ze Stanem Wawrinką. Według stanu na sierpień 2019 roku, Bułgar zdołał wygrać cztery z tych pojedynków. Szwajcar wygrywał wszystkie mecze w imprezach wielkoszlemowych, w tym trzykrotnie w ciągu jednego roku w Wimbledonie 2018, US Open 2018 i French Open 2019.
Dziewięć razy grał również w zawodowych turniejach z Novakiem Đokoviciem i wygrał jeden pojedynek – w 2013 w drugiej rundzie w Madrycie, kiedy Serb był liderem światowego rankingu.
Z belgijskim zawodnikiem Davidem Goffin los skojarzył go osiem razy i siedem z meczów padło łupem Dimitrowa. Jedyny triumf Goffina miał miejsce w 2017 w ćwierćfinale w Rotterdamie.
Pomiędzy 2013 a 2019 rokiem osiem razy los konfrontował go z Rogerem Federerem i Bułgar wygrał jeden z tych meczów – ćwierćfinał US Open 2019. Rywalizacja tych tenisistów budzi wiele emocji wśród fanów tenisa z uwagi na ich podobne style gry i fakt nazywania Dimitrowa przed media Baby Fed.

### Kontrowersje
1 grudnia 2010 został ukarany grzywną w wysokości 2000 dolarów za zaatakowanie sędziego Daniela Infagera po półfinałowej porażce z Ricardasem Berankisem w półfinale challengera w Helsinkach. ATP nałożyło na niego kolejną karę finansową (o wartości 10 tysięcy dolarów) i zawiesiło go w występach turniejowych na trzy tygodnie.
W styczniu 2012 podczas turnieju o Puchar Hopmana doszło do konfliktu pomiędzy Dimitrowem a Mardym Fishem. Podczas podziękowania za mecz gry pojedynczej Amerykanin skierował w stronę przeciwnika nieuprzejme słowa, ponieważ mecz gry mieszanej pomiędzy drużynami został skrócony do jednego seta ze względu na wieczorny samolot do Sydney, którym miał lecieć Bułgar. Tenisiści zostali rozdzieleni przez sędziego zawodów.
W maju 2016 przegrał finałowy mecz w Stambule z Diego Schwartzmanem, pomimo prowadzenia 7:6, 5:2. Dimitrow agresywnie rozbił trzy rakiety tenisowe. Bułgarski tenisista przeprosił za swoje zachowanie i wytłumaczył porażkę skurczami mięśni, których doznał pod koniec drugiego seta. Seta trzeciego przegrał z Argentyńczykiem do zera.
W październiku 2016 skomentował decyzję Międzynarodowej Federacji Tenisowej o dyskwalifikacji jego byłej partnerki, Mariji Szarapowej za stosowanie niedozwolonych środków dopingujących.
W grudniu 2018 skrytykował organizatorów turnieju Sofia Open, którego zwycięzcą został w 2017. Bułgar ocenił zawody jako „prywatne” i zarzucił organizatorom, że nie promują tenisa w kraju ani pomagają młodym zawodnikom. Zapowiedział, że nie będzie występował w tej imprezie, również ze względu na jego termin i konflikt z datami rozgrywania innych zawodów.
2 lipca 2019 nie stawił się na konferencji prasowej po przegraniu swojego meczu w pierwszej rundzie Wimbledonu, co jest zagrożone karą grzywny.
4 stycznia 2020 Alexander Zverev nadmienił w rozmowie z dziennikarzami, że w czasie Pucharu Lavera 2018 Grigor prawie miał bójkę z Nickiem Kyrgiosem. Żaden z zawodników nie skomentował tego stwierdzenia.

### Styl gry
Grigor Dimitrow jest tenisistą praworęcznym z jednoręcznym backhandem. Forehand oceniany jest jako jego najsilniejsze uderzenie.
W czasie turnieju w Queen’s Club w 2013 odnotowano jego najszybszy serwis, a zmierzona prędkość wynosiła 233,4 km/h. Klasyfikuje go to na 24. miejscu rekordów szybkości podania odkąd wprowadzono takie pomiary.
Na początku kariery zyskał przydomek Baby Fed w celu podkreślenia podobieństwa stylu jego gry do gry Rogera Federera. Bułgarski tenisista w rozmowach z mediami wielokrotnie podkreślał, że nie życzy sobie używania wobec siebie tego określenia; w podobnym tonie wypowiedział się w 2013 Federer.

## Aktywności pozatenisowe
1 października 2014 podpisał trzyletni kontrakt z producentem zegarków Rolex. W listopadzie 2015 wziął udział w reklamie tej firmy razem z serbską tenisistką Aną Ivanović.
Grigor Dimitrow używa rakiet tenisowych firmy Wilson oraz odzieży i butów Nike.
20 marca 2017 Roger Federer opublikował nagranie wideo, na którym wykonuje piosenkę Hard To Say I’m Sorry razem z Dimitrowem, Tommym Haasem z gościnnym udziałem Novaka Đokovicia. Szwajcarski tenisista żartobliwie nazwał ich zespół The one handed backhand boys.
30 listopada 2019 ukończył charytatywny bieg na dystansie 10 kilometrów we francuskim Annecy z okazji Światowego Dnia AIDS.
W kwietniu 2020 przekazał respiratory szpitalowi w swoim rodzinnym mieście, Chaskowie.

## Życie prywatne
Grigor Dimitrow urodził się w Chaskowie w południowej Bułgarii.
Jego rodzicami są Dimitar Dimitrow, zawodowy trener tenisa, i jego żona, Maria Dimitrowa, była siatkarka. Jest jedynakiem.
W wieku trzech lat otrzymał od matki swoją pierwszą rakietę tenisową, a regularne treningi rozpoczął dwa lata później.
W 2012 związał się z rosyjską tenisistką Mariją Szarapową. 24 lipca 2015 Dimitrow poinformował o rozstaniu pary.
W listopadzie 2015 prasa poinformowała o jego związku z amerykańską piosenkarką Nicole Scherzinger. Bułgar zadedykował swojej partnerce zwycięstwo w turnieju ATP Finals w Londynie w listopadzie 2017 roku. Wiosną 2019 w mediach pojawiła się informacja o zakończeniu tej relacji.
7 lipca 2018 zadeklarował w wywiadzie, że nigdy nie spożywał alkoholu. Jego ulubionym uderzeniem tenisowym jest backhand po linii, a sportowym wzorem Tiger Woods. Jako ulubiony turniej podaje Wimbledon, a nawierzchnie – twardą i trawiastą.
21 czerwca 2020 ogłoszono, że u Dimitrowa wykryto zakażenie wirusem SARS-CoV-2.
Od 2020 związany jest z Lolitą Osmanową, córką rosyjskiego oligarchy Eldara Osmanowa.
Mieszka w Monte Carlo.

## Statystyki zawodnika

### Finały w turniejach ATP Tour
| Legenda                                      |
| -------------------------------------------- |
| Wielki Szlem                                 |
| Igrzyska olimpijskie                         |
| Tennis Masters Cup / ATP Finals              |
| ATP Masters Series / ATP Tour Masters 1000   |
| ATP International Series Gold / ATP Tour 500 |
| ATP International Series / ATP Tour 250      |

#### Gra pojedyncza (9–12)
| Końcowy wynik | Nr  | Data                 | Turniej            | Nawierzchnia  | Przeciwnik            | Wynik finału           |
| ------------- | --- | -------------------- | ------------------ | ------------- | --------------------- | ---------------------- |
| Finalista     | 1.  | 6 stycznia 2013      | Brisbane           | Twarda        | Andy Murray           | 6:7(0), 4:6            |
| Zwycięzca     | 1.  | 20 października 2013 | Sztokholm          | Twarda (hala) | David Ferrer          | 2:6, 6:3, 6:4          |
| Zwycięzca     | 2.  | 1 marca 2014         | Acapulco           | Twarda        | Kevin Anderson        | 7:6(1), 3:6, 7:6(5)    |
| Zwycięzca     | 3.  | 27 kwietnia 2014     | Bukareszt          | Ceglana       | Lukáš Rosol           | 7:6(2), 6:1            |
| Zwycięzca     | 4.  | 15 czerwca 2014      | Londyn             | Trawiasta     | Feliciano López       | 6:7(8), 7:6(1), 7:6(6) |
| Finalista     | 2.  | 19 października 2014 | Sztokholm          | Twarda (hala) | Tomáš Berdych         | 7:5, 4:6, 4:6          |
| Finalista     | 3.  | 16 stycznia 2016     | Sydney             | Twarda        | Viktor Troicki        | 6:2, 1:6, 6:7(7)       |
| Finalista     | 4.  | 1 maja 2016          | Stambuł            | Ceglana       | Diego Schwartzman     | 7:6(5), 6:7(4), 0:6    |
| Finalista     | 5.  | 9 października 2016  | Pekin              | Twarda        | Andy Murray           | 4:6, 6:7(2)            |
| Zwycięzca     | 5.  | 8 stycznia 2017      | Brisbane           | Twarda        | Kei Nishikori         | 6:2, 2:6, 6:3          |
| Zwycięzca     | 6.  | 12 lutego 2017       | Sofia              | Twarda (hala) | David Goffin          | 7:5, 6:4               |
| Zwycięzca     | 7.  | 20 sierpnia 2017     | Cincinnati         | Twarda        | Nick Kyrgios          | 6:3, 7:5               |
| Finalista     | 6.  | 22 października 2017 | Sztokholm          | Twarda (hala) | Juan Martín del Potro | 4:6, 2:6               |
| Zwycięzca     | 8.  | 19 listopada 2017    | ATP Finals, Londyn | Twarda (hala) | David Goffin          | 7:5, 4:6, 6:3          |
| Finalista     | 7.  | 18 lutego 2018       | Rotterdam          | Twarda (hala) | Roger Federer         | 2:6, 2:6               |
| Finalista     | 8.  | 27 maja 2023         | Genewa             | Ceglana       | Nicolás Jarry         | 6:7(1), 1:6            |
| Finalista     | 9.  | 5 listopada 2023     | Paryż              | Twarda (hala) | Novak Đoković         | 4:6, 3:6               |
| Zwycięzca     | 9.  | 7 stycznia 2024      | Brisbane           | Twarda        | Holger Rune           | 7:6(5), 6:4            |
| Finalista     | 10. | 11 lutego 2024       | Marsylia           | Twarda (hala) | Ugo Humbert           | 4:6, 3:6               |
| Finalista     | 11. | 31 marca 2024        | Miami              | Twarda        | Jannik Sinner         | 3:6, 1:6               |
| Finalista     | 12. | 20 października 2024 | Sztokholm          | Twarda (hala) | Tommy Paul            | 4:6, 3:6               |

#### Gra podwójna (0–1)
| Końcowy wynik | Nr | Data            | Turniej    | Nawierzchnia | Partner       | Przeciwnicy             | Wynik finału |
| ------------- | -- | --------------- | ---------- | ------------ | ------------- | ----------------------- | ------------ |
| Finalista     | 1. | 18 czerwca 2011 | Eastbourne | Trawiasta    | Andreas Seppi | Jonatan Erlich Andy Ram | 3:6, 3:6     |

### Osiągnięcia w turniejach Wielkiego Szlema i ATP Tour Masters 1000 (gra pojedyncza)
| Turniej                  | 2009         | 2010         | 2011         | 2012         | 2013         | 2014         | 2015         | 2016         | 2017         | 2018         | 2019         | 2020         | 2021         | 2022         | 2023         | 2024         | Wygrane turnieje | Bilans w turnieju |
| Wielki Szlem             | Wielki Szlem | Wielki Szlem | Wielki Szlem | Wielki Szlem | Wielki Szlem | Wielki Szlem | Wielki Szlem | Wielki Szlem | Wielki Szlem | Wielki Szlem | Wielki Szlem | Wielki Szlem | Wielki Szlem | Wielki Szlem | Wielki Szlem | Wielki Szlem | Wielki Szlem     | Wielki Szlem      |
| ------------------------ | ------------ | ------------ | ------------ | ------------ | ------------ | ------------ | ------------ | ------------ | ------------ | ------------ | ------------ | ------------ | ------------ | ------------ | ------------ | ------------ | ---------------- | ----------------- |
| Australian Open          | –            | –            | 2R           | 2R           | 1R           | QF           | 4R           | 3R           | SF           | QF           | 4R           | 2R           | QF           | 2R           | 3R           | 3R           | 0 / 14           | 33–14             |
| French Open              | –            | –            | 1R           | 2R           | 3R           | 1R           | 1R           | 1R           | 3R           | 3R           | 3R           | 4R           | 1R           | 3R           | 4R           | QF           | 0 / 14           | 21–14             |
| Wimbledon                | 1R           | –            | 2R           | 2R           | 2R           | SF           | 3R           | 3R           | 4R           | 1R           | 1R           | NH           | 2R           | 1R           | 4R           | 4R           | 0 / 14           | 22–14             |
| US Open                  | –            | –            | 1R           | 1R           | 1R           | 4R           | 2R           | 4R           | 2R           | 1R           | SF           | 2R           | 2R           | 2R           | 3R           | QF           | 0 / 14           | 21–14             |
| Bilans spotkań           | 0–1          | 0–0          | 2–4          | 3–4          | 3–4          | 12–4         | 6–4          | 7–4          | 11–4         | 6–4          | 9–4          | 5–3          | 6–4          | 4–4          | 10–4         | 13–4         | N/A              | 97–56             |
| ATP Finals               |              |              |              |              |              |              |              |              |              |              |              |              |              |              |              |              |                  |                   |
| ATP Finals               | –            | –            | –            | –            | –            | –            | –            | –            | W            | –            | –            | –            | –            | –            | –            |              | 1 / 1            | 5–0               |
| ATP Tour Masters 1000    |              |              |              |              |              |              |              |              |              |              |              |              |              |              |              |              |                  |                   |
| Indian Wells             | –            | –            | –            | 2R           | 3R           | 3R           | 3R           | 2R           | 3R           | 2R           | –            | NH           | SF           | QF           | 2R           | 4R           | 0 / 11           | 14–11             |
| Miami                    | –            | –            | 1R           | 4R           | 3R           | 3R           | 3R           | 4R           | 2R           | 3R           | 3R           | NH           | 2R           | 2R           | 3R           | F            | 0 / 13           | 16–13             |
| Monte Carlo              | –            | –            | –            | –            | QF           | 3R           | QF           | 2R           | 2R           | SF           | 3R           | NH           | 3R           | SF           | 2R           | 3R           | 0 / 11           | 23–11             |
| Madryt                   | –            | –            | –            | –            | 3R           | 3R           | QF           | 1R           | 3R           | 2R           | 1R           | NH           | 1R           | 3R           | 3R           | 2R           | 0 / 11           | 12–11             |
| Rzym                     | –            | –            | –            | –            | 2R           | SF           | 2R           | 1R           | 1R           | 2R           | 1R           | QF           | 1R           | 2R           | 3R           | 4R           | 0 / 12           | 13–12             |
| Montreal/Toronto         | –            | –            | –            | –            | 1R           | SF           | 2R           | QF           | 3R           | QF           | 1R           | NH           | 2R           | 2R           | –            | 3R           | 0 / 10           | 12–10             |
| Cincinnati               | –            | –            | 2R           | –            | 3R           | 2R           | 3R           | SF           | W            | 3R           | 1R           | 2R           | 3R           | 1R           | 1R           | 2R           | 1 / 13           | 18–12             |
| Szanghaj                 | –            | –            | 2R           | 2R           | 1R           | 2R           | –            | 2R           | QF           | –            | –            | NH           | NH           | NH           | SF           |              | 0 / 7            | 10–7              |
| Paryż                    | –            | –            | –            | 2R           | 3R           | 3R           | 3R           | 3R           | 3R           | 3R           | SF           | –            | 3R           | 3R           | F            |              | 0 / 11           | 22–11             |
| Bilans spotkań           | 0–0          | 0–0          | 2–3          | 6–4          | 12–9         | 15–9         | 14–8         | 12–9         | 12–8         | 8–8          | 7–7          | 4–2          | 10–8         | 13–8         | 13–8         | 12–7         | N/A              | 140–98            |
| Ranking na koniec sezonu |              |              |              |              |              |              |              |              |              |              |              |              |              |              |              |              |                  |                   |
|                          | 288          | 106          | 76           | 48           | 23           | 11           | 28           | 17           | 3            | 19           | 20           | 19           | 28           | 28           | 14           |              | N/A              | N/A               |

Legenda
     W, wygrał turniej
     F, przegrał w finale
     SF, przegrał w półfinale
     QF, przegrał w ćwierćfinale
     4R, 3R, 2R, 1R przegrał w IV, III, II, I rundzie
     RR, odpadł w fazie grupowej
     –, nie startował w turnieju głównym
     NH, turniej nie odbył się

#### Półfinały w turniejach wielkoszlemowych
- Novak Đoković 4:6, 6:3, 6:7(2), 6:7(7) w Wimbledonie 2014[178];
- Rafael Nadal 3;6, 7:5, 6:7(5), 7:6(4), 4:6 w Australian Open 2017[179];
- Daniił Miedwiediew 6:7, 4:6, 3:6 w US Open 2019[180].

#### Ćwierćfinały w turniejach wielkoszlemowych
- Rafael Nadal 6:3, 6:7, 6:7, 2:6 w Australian Open 2014[181];
- Andy Murray 6:1, 7:6, 6:2 w Wimbledonie 2014[182];
- David Goffin 6:3, 6:2, 6:4 w Australian Open 2017[183];
- Kyle Edmund 4:6, 6:3, 3:6, 4:6 w Australian Open 2018[184];
- Roger Federer 3:6, 6:4, 3:6, 6:4, 6:2 w US Open 2019[185];
- Asłan Karacew 6:2, 4:6, 1:6, 2:6 w Australian Open 2021[186].

### Statystyki meczów

#### Zwycięstwa nad najwyżej notowanymi zawodnikami w rankingu ATP
- (1 ATP)  Novak Đoković 7:6(6), 6:7(8), 6:3 w drugiej rundzie w Madrycie w 2013[187];
- (2 ATP)  Andy Murray 6:7(1), 6:3, 6:3 w drugiej rundzie w Miami w 2016[188];
- (3 ATP)  David Ferrer 2:6, 6:3, 6:4 w finale w Sztokholmie w 2013[189];
- (3 ATP)  Stan Wawrinka 6:2, 6:4 w półfinale w Londynie w 2014[190];
- (3 ATP)  Milos Raonic 7:6(7), 6:2 w półfinale w Brisbane w 2017[191];
- (3 ATP)  Roger Federer 3:6, 6:4, 3:6, 6:4, 6:2 w ćwierćfinale US Open w 2019[192];
- (4 ATP)  Stan Wawrinka 6:4, 6:4 w trzeciej rundzie w Cincinnati w 2016[193];
- (4 ATP)  Rafael Nadal 6:2, 6:4 w ćwierćfinale w Pekinie w 2016[194];
- (4 ATP)  Dominic Thiem 6:4, 5:7, 7:5 w fazie grupowej w Londynie w 2017[195];
- (5 ATP)  Andy Murray 6:1, 7:6(4), 6:2 w ćwierćfinale Wimbledonu w 2014[196];
- (5 ATP)  Dominic Thiem 6:3, 6:2 w trzeciej rundzie w Paryżu w 2019[197].

#### Mecze wygrane po obronie piłek meczowych
- Feliciano López 6:7(8), 7:6(1), 7:6(6), obronił jedną piłkę meczową w finale w Londynie w 2014[198];
- Paul-Henri Mathieu 4:6, 7:6(2), 6:2, obronił dwie piłki meczowe w pierwszej rundzie w Rotterdamie w 2015[199];
- John Millman 4:6, 7:6(8), 6:3, obronił dwie piłki meczowe w drugiej rundzie w Brisbane w 2018[200];
- Jamie Murray,  Joe Salisbury 7:6(5), 6:7(2), 11-9, w parze z Aleksandarem Lazarowem obronił dwie piłki meczowe w fazie grupowej w Sydney w 2020[201].

#### Mecze przegrane pomimo piłek meczowych
- Andy Murray 6:4, 6:7(3), 5:7, nie wykorzystał piłki meczowej w czwartej rundzie w Cincinnati w 2015[202];
- Viktor Troicki 6:2, 1:6, 6:7(7), nie wykorzystał piłki meczowej w finale w Sydney w 2016[203];
- Jack Sock 6:3, 3:6, 6:7(7), nie wykorzystał czterech piłek meczowych w trzeciej rundzie w Indian Wells w 2017[204];
- Aleksandr Bublik 7:5, 6:7(9), 6:7(3), nie wykorzystał dwóch piłek meczowych w ćwierćfinale w Chengdu w 2019[205].